# José Geraldo de Castro
José Geraldo de Castro, également connu sous le nom de Zé Geraldo, né le 18 septembre 1950, à São Paulo, dans l'État de São Paulo, au Brésil, est un ancien joueur brésilien de basket-ball. Il évolue durant sa carrière au poste d'ailier.

## Palmarès
- 3e des Jeux panaméricains de 1975 et 1979